# 9162 Kwiila
9162 Kwiila este o planetă minoră (asteroid), cu un diametru de 1,127 km, din Asteroid Apollo. A fost descoperită pe 29 iulie 1987 la Observatorul Palomar de Jean Mueller⁠(d). 
Obiectul prezintă o orbită caracterizată de o semiaxă mare de 1,4963332 UAi, o excentricitate de 0,5954, o înclinație de 9,01141 ° în raport cu ecliptica.